# Johan Thorn Prikker

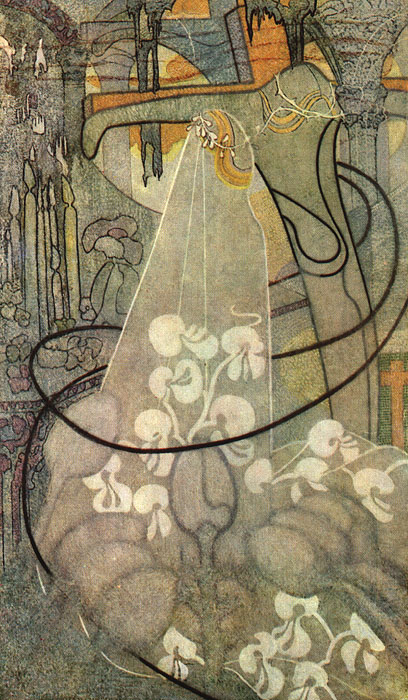
De bruid uit 1893

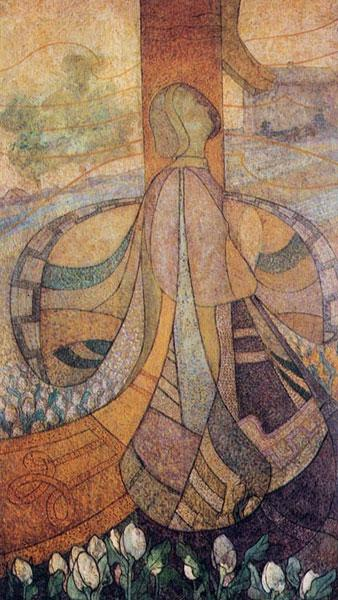
Madonna in een tulpenveld uit 1892

Johan Thorn Prikker (Den Haag, 6 juni 1868 – Keulen, 5 maart 1932) was een Nederlands kunstenaar, die vanaf 1904 in Duitsland werkzaam was. Hij werkte in een symbolistische, impressionistische en art-nouveaustijl. Hij was aquarellist, beeldhouwer, etser, lithograaf, meubelontwerper, glasschilder, glazenier, mozaïekkunstenaar, schilder, tekenaar, tapijtontwerper en boekbandontwerper.

## Nederlandse periode
Johan Thorn Prikker was de zoon van huisschilder Hendrik Philippus Thorn Prikker en Maria van Gijzelen. Hij trouwde op 13 april 1898 met Helena Charlotta Spree. Zij overleed begin 1899 na een miskraam. Hij hertrouwde op 17 juli 1903 met Gijsberta Cramer.
Van 1881 tot 1887 bezocht Johan de kunstacademie van Den Haag, maar hij maakte deze opleiding uiteindelijk niet af. In 1890 werd hij door Jan Toorop in de Belgische kunstenaarsgroep Les XX geïntroduceerd en in 1892 door Joséphin Péladan in de Rozenkruizersgemeenschap. Zijn klein schilderkunstig oeuvre kwam grotendeels tussen 1891 en 1895 tot stand. Het zijn symbolistische werken met vaak een religieuze thematiek.
Vanaf 1898 was hij artistiek leider van de kunsthandel Arts & Crafts in Den Haag, die hij met de architect en kunstenaar Chris Wegerif (1859-1920) kort daarvoor had opgericht. De verspreiding van de decoratieve richting van de nieuwe kunst is in belangrijke mate te danken aan deze winkel voor binnenhuiskunst. Hier waren niet alleen gebruiksvoorwerpen te koop, maar ook schilderijen en prenten, zodat de klant zijn woning geheel volgens de laatste mode kon inrichten. De nadruk lag op producten die door Nederlandse ontwerpers waren vervaardigd in een op de Belgische art nouveau geïnspireerde stijl. Zo was er bijvoorbeeld ook meubilair van de Belgische architect Henry Van de Velde (1863-1957) te koop. Thorn Prikker was een van de belangrijkste Nederlandse ontwerpers. Hij was door zijn verblijven in België en zijn contacten met Les XX goed op de hoogte van de laatste kunstontwikkelingen. In 1892 had hij Brussel bezocht, waar hij kennismaakte met Van de Velde, die hem aanspoorde zich toe te gaan leggen op de decoratieve kunst. Stijlinvloeden van diens werk zijn onmiskenbaar in het oeuvre van Thorn Prikker, zoals de gekromde ruggen en poten van zijn zitmeubels laten zien. Al in 1900 raakten Wegerif en Prikker in onmin en verliet Thorn Prikker Arts & Crafts.
Het voornaamste kunststuk dat Prikker samen met Van de Velde schiep is de villa De Zeemeeuw in Scheveningen. Dit woonhuis voor de huidarts W.J.H. Leuring werd in 1901 ontworpen door Van de Velde en is een waar Gesamtkunstwerk. In het trappenhuis voorzag Thorn Prikker samen met Jan Altorf een gehele wand van een omvangrijke wandschildering in de sgraffitotechniek. De decoratie meet ongeveer 3×12 meter en bestaat uit gestileerde, geometrische voorstellingen, ontleend aan Indische fabels.
De achterliggende oorzaak van zijn vertrek bij Arts & Crafts werd ook de reden waarom Thorn Prikker in 1904 naar Duitsland vertrok. Zijn ontwerpen sloten te weinig aan bij de op dat moment gangbare kunst, zoals die gepropageerd werd door de kunstenaars rond Berlage. Hun strakke, rationalistische en op de Arts-and-craftsbeweging geënte kunst botste met de zwierigere stijl van Thorn Prikker. Ook door zijn politieke stellingname - hij was anarchist, veel van zijn Nederlandse collega's waren socialist - vond hij geen aansluiting. Door de slechte pers die hij hierdoor kreeg, begon het hem meer en meer aan emplooi te ontbreken.

## Vanaf 1904 in Duitsland
In 1904 verhuisde Thorn Prikker verbitterd naar Duitsland. Door toedoen van de toenmalige museumdirecteur Friedrich Deneken werd hij in dat jaar leraar aan de nieuw opgerichte Handwerker- und Kunstgewerbeschule in Krefeld, waar Helmuth Macke, Wilhelm Wieger en Heinrich Campendonk zijn eerste leerlingen zijn. Zijn veelzijdigheid blijkt uit het feit dat hij zich niet alleen bezighield met landschapsschilderkunst en wandschilderingen, maar ook met meubel- en stofontwerpen in de stijl van de art nouveau. Met zijn jonge studenten ondernam hij talrijke uitstapjes in de omgeving van Krefeld, om hen in de natuur de beginselen van het 'en plein air' schilderen te leren.
In 1910 verliet Thorn Prikker de Kunstgewerbeschule in Krefeld, om in Hagen actief aan de reformgedachten van Karl Ernst Osthaus deel te nemen. Hij had al meegewerkt aan diens Hohenhof. Het resulteerde in talrijke opdrachten voor wandschilderingen, mozaïeken en vooral glasramen, onder meer in 1912 voor het door Peter Behrens ontworpen Gesellenhaus in Neuss. Tijdens zijn verblijf in Hagen werkte hij van 1913 tot 1918 als leraar de aan Kunstgewerbeschule in Essen. In deze tijd reisde hij veel naar Italië, Denemarken en Frankrijk.
Na een kort verblijf in Überlingen in 1919-20 vertrok hij naar München, waar hij aan de Kunstgewerbeschule glasschilderkunst en monumentale kunst doceerde, dan tot 1926 aan de Staatlichen Kunstakademie in Düsseldorf, en van 1926 tot zijn dood aan de Kölner Werkschulen.

## Invloeden op zijn werk
- Johan Thorn Prikker is in zijn Nederlandse tijd vooral beïnvloed door Japanse houtsnijkunst, de prerafaëlieten, het expressionisme en het (Franse) neo-impressionisme, maar hij legde zich nooit ergens helemaal op vast. Na een paar eerste pointillistische probeersels is hij snel naar de lineaire stijl van de jugendstil overgegaan.
- Hij was diepreligieus en een overtuigd christen, sterk door de religieuze ideeën van de Nabis beïnvloed. Met zijn werken geldt hij als vernieuwer van de religieuze kunst met expressionistische invloeden.
- Blijvende invloed heeft hij gehad op de ontwikkeling en vernieuwing van de glasschilderkunst in Duitsland. Hij is de eerste, die de loodstaven in de vormgeving van de glasramen betrekt.

## Werk in openbare collecties (selectie)
- Rijksmuseum Amsterdam[2]
- Museum Boijmans Van Beuningen, Rotterdam[3]
- Kröller-Muller

## Oeuvre (keuze)

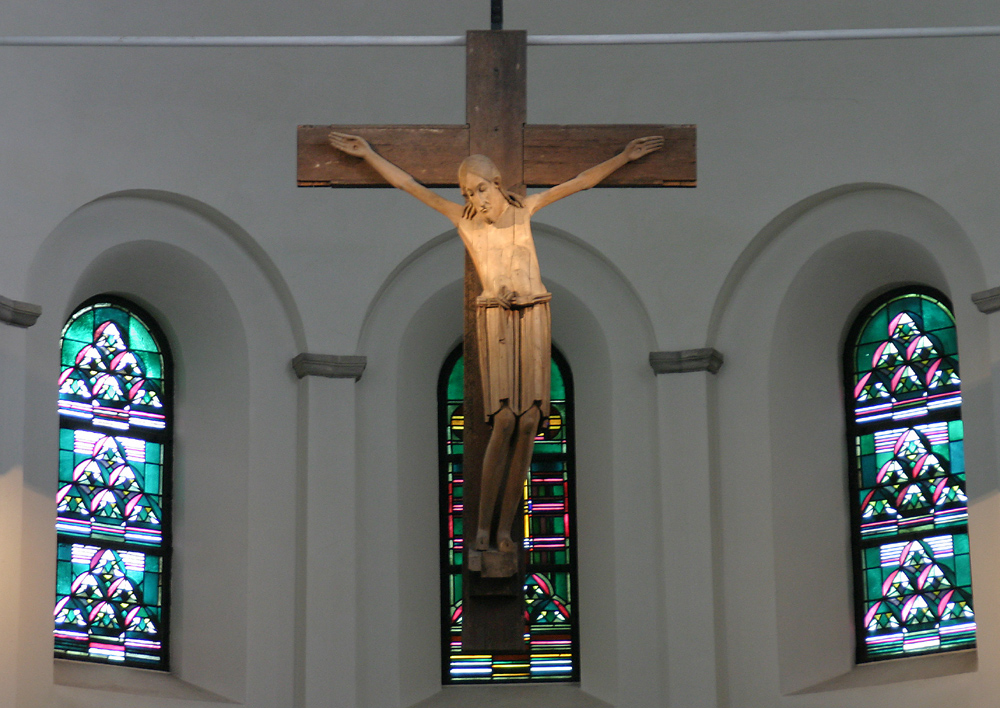
Glasramen ontworpen door Prikker in de romaanse St. Georg in Keulen

- De Bruid (1892-1894). Olieverf op doek. Kröller-Müller Museum, Otterlo
- Christus aan het kruis (1891-1892). Olieverf op doek. Kröller-Müller Museum, Otterlo
- Sgraffito (1902-1903) in villa De Zeemeeuw van Henry Van de Velde in Scheveningen
- Freskokarton Kaïn en Abel (1909). Folkwang-Museum, Essen
- Glasraam (?) Synagoge in Krefeld
- Glasraam (1910) van het Hauptbahnhof in Hagen
- Glasraam (1913) Dreikönigenkirche in Neuss
- Wandschilderingen en mozaïek (1914-1916) in de oudkatholieke Friedenskirche in Essen (vernietigd bij een bombardement in de Tweede Wereldoorlog; gereconstrueerd in 2006)
- Glasraam (1920) Erbauungshalle in Offenbach (vernietigd bij een bombaderment in 1943)
- Avondmaalsmozaïek (1926) in de voormalige Duinoordkerk in Den Haag
- Mozaïeken Dag en Nacht (1926) in Düsseldorf
- Wandschildering (1929) Voormalig Philips-hoofdkantoor in Eindhoven (vernietigd bij een bombardement in 1942)
- Glasramen-cyclus(1930) St. Georg in Keulen
- Wandschildering in het stadhuis van Amsterdam
- Muurschilderingen (1931) in het Stadhuis van Rotterdam